# Осина
Оси́на (болг. Осина) — село в Благоєвградській області Болгарії. Входить до складу общини Сатовча.

## Населення
За даними перепису населення 2011 року у селі проживали 468 осіб.
Національний склад населення села:
| Національність   | Кількість осіб | Відсоток |
| ---------------- | -------------- | -------- |
| болгари          | 446            | 98,2%    |
| не визначились   | 5              | 1,1%     |
| Всього відповіли | 454            |          |

Розподіл населення за віком у 2011 році:
Динаміка населення: